# Цырендоржиев, Буянто Баторович
Буянто Баторович Цырендоржиев (род. 19 января 1998, Агинское) — российский спортсмен, стрелок из лука. Серебряный призер этапа кубка мира в личных соревнованиях (2025). Бронзовый призер первенства мира в помещении в командных соревнованиях (2016). Бронзовый призер первенства Европы в командных соревнованиях (2016).
Чемпион России (2023), серебряный призер чемпионата России (2019) в личных соревнованиях. Серебряный (2021) и бронзовый (2024) призер чемпионата России в командных соревнованиях. Серебряный призер чемпионата России в помещении в личных соревнованиях (2022). Чемпион России в помещении (2022) серебряный (2019) и бронзовый (2016) призер чемпионата России в помещении в командных соревнованиях.
Мастер спорта России (2013). Мастер спорта России международного класса (2019).
Действующий рекордсмен России среди мужчин на дистанции 70 м. (36 выстрелов) в квалификационном раунде (345 очков).